# 1320 en santé et médecine
| Années de la santé et de la médecine : 1317 - 1318 - 1319 - 1320 - 1321 - 1322 - 1323    |
| Décennies de la santé et de la médecine : 1290 - 1300 - 1310 - 1320 - 1330 - 1340 - 1350 |

Cet article présente les faits marquants de l'année 1320 en santé et médecine.

## Événements
- Grâce aux dons de Sanche, roi de Majorque, comte de Roussillon et de Cerdagne et seigneur de Montpellier, les antonins fondent dans cette dernière ville un hôpital destiné à recevoir ceux qui souffrent du mal des ardents[1].
- Thierry d'Hireçon et la comtesse Mahaut fondent à Gosnay en Artois, face à la chartreuse du Val-Saint-Esprit et au voisinage immédiat du château, un hôpital rural[2], pour y recevoir « les femmes en couches et les pauvres malades et infirmes de Gosnay, Hesdigneul, Fouquereuil et Fouquières[3] ».
- Construction à Paris de l'hôtel-Dieu du Patriarche par Guillaume de Chanac, évêque de Paris puis patriarche d'Alexandrie[4].
- 1320-1323 : fondation à Rouen, par Gilles Gaalon, son frère Pierre et sa femme Pétronille, de l'hôpital Saint-Jean-sur-Renelle, confié d'abord aux religieux des Billettes, repris plus tard par les antonins[5],[6].

## Publication
- Henri de Mondeville, chirurgien des rois de France Philippe le Bel et Louis le Hutin, achève son grand ouvrage, le premier publié sur ce thème en français, une « Chirurgie » à laquelle il travaille depuis 1306[7].

## Naissances
- Vers 1315-1320[8] : Jean de Guistry (mort en 1379), médecin des rois de France Jean II et Charles V, de Jeanne de Savoie, duchesse de Bretagne, et d'Amaury de Craon ; bienfaiteur et restaurateur du collège de Cornouailles à Paris[9].
- Vers 1320 :
  - Cristoforo Giorgio degli Onesti (mort en 1392), médecin ayant exercé à Bologne[10].
  - Simon de Couvin (mort en 1367), juriste et astrologue, peut-être médecin, auteur d'un poème satirique[11], rédigé en 1349-1350, sur l'impuissance des médecins face à la grande peste, dont il a été le témoin oculaire à Paris en 1348[12].

## Décès

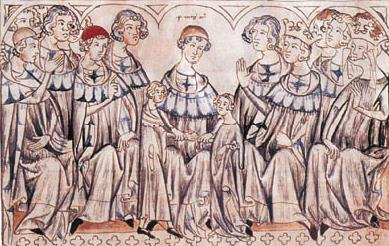
Pierre d'Aspelt
bénit le mariage de
Jean de Luxembourg

- 5 mai : Pierre d'Aspelt (né en 1245), prêtre et médecin, archevêque de Mayence, fondateur de la chartreuse de l'Archange-Saint-Michel[14].
- Vers 1320 :
  - Pietro Torregiano de Torregiani (en) (né à une date inconnue), médecin scolastique italien, élève de Thaddée de Florence à Bologne, professeur à Paris entre 1313 et 1319 et auteur du Plusquam commentum, très important commentaire de l'Ars medica (ou Tegni) de Galien[15].
  - Grégoire Chioniadès (né vers 1240), astronome, physicien et médecin byzantin, évêque de Tabriz, en Iran[16].